# Guillermo Pickering
Guillermo Pickering de la Fuente es un abogado, empresario gremial y político chileno, miembro del Partido Demócrata Cristiano (PDC). Sirvió como subsecretario de Estado en las carteras de Obras Públicas e Interior, durante la administración del presidente Eduardo Frei Ruiz-Tagle (1994-2000).

## Biografía
Es abogado de la Universidad de Chile, casado y padre de cinco hijos.
Hijo del general de división del Ejército de Chile Guillermo Pickering Vásquez y de doña Olga de la Fuente.

### Trayectoria profesional
Es miembro del Partido Demócrata Cristiano, cercano a Eduardo Frei Ruiz-Tagle, del cual coordinó su segunda campaña presidencial y, de Ricardo Lagos, fue subsecretario de Obras Públicas entre 1996 y 1999 y subsecretario del Interior entre 1999 y 2000, respectivamente.
Posterior a la salida del gobierno, ha ejercido como doble consejero sectorial de la Sociedad de Fomento Fabril (Sofofa), en su calidad de presidente de la Asociación de Telefonía Móvil (ATELMO) desde 2000 -que agrupa a las principales compañías del sector- y presidente de la Asociación Nacional de Empresas de Servicios Sanitarios (ANDESS) desde 2002 hasta 2016. Dejó la presidencia de Atelmo el 20 de junio de 2019, tras diecinueve años ejerciendola.
Fue también miembro del directorio de la Empresa de los Ferrocarriles del Estado (EFE), director de la corredora de bolsa del Banco del Estado y director de Metro.
Fue además, presidente ejecutivo de la Asociación de Grandes Proveedores Industriales de la Minería. Por esa labor es considerado el principal lobista de las sanitarias. Asimismo, fue director titular de la Empresa de Servicios Sanitarios de Los Lagos (ESSAL), cuyo controlador es en un 51 % Aguas Andinas, y consejero de la Fundación Aguas de Barcelona, creada por AGBAR, matriz de la sanitaria de la Región Metropolitana de Santiago.
En abril de 2016 asumió como presidente del directorio de Aguas Andinas, renunciando al cargo el 6 de agosto de 2019, siendo reemplazado dos días después por Claudio Muñoz Zúñiga. Simultáneamente abandonó la presidencia de la Empresa de Servicios Sanitarios de Los Lagos (ESSAL), lo sucedió por Gustavo Alcalde Lemarié.